# 單紋視星鯰
單紋視星鯰，為輻鰭魚綱鯰形目視星鯰科的其中一種，為熱帶淡水魚，分布於南美洲哥倫比亞Dagua河及其太平洋沿岸淡水流域，體長可達7公分，棲息在底層水域，生活習性不明。

## 扩展阅读
維基物種上的相關：單紋視星鯰